# 조인 (법률)
조인(調印)은 조약 당사국의 합의로 내용이 확정된 조약서에 대하여 전권위원이 서명하는 것으로, 조약의 내용에 합의했다는 것을 증명함이 목적이다. 그러나 조약의 성립을 위해서는 일반적으로 비준이 필요하다.